# Max et la Main-qui-étreint
 (juillet 2025).
Pour plus de détails, voir Fiche technique et Distribution.
Max et la Main-qui-étreint est un film français de Max Linder, sorti en 1916.

## Fiche technique
- Titre : Max et la Main-qui-étreint
- Réalisation : Max Linder
- Scénario : Max Linder
- Pays d'origine : France
- Format : Noir et blanc - Film muet
- Genre : comédie
- Date de sortie : 1916

## Distribution
- Max Linder : Max
- Henri Collen